# Terry Reardon
Pour les articles homonymes, voir Reardon.
Terrance George Reardon (né le 6 avril 1919 à Winnipeg dans la province du Manitoba au Canada — mort le 14 février 1993) est un ancien joueur de hockey sur glace canadien. Terry est le frère du joueur de hockey professionnel de la LNH, Ken Reardon.

## Biographie
Terry a commencé sa carrière de hockey dans la ligue junior du Manitoba, avec les Wheat Kings de Brandon. En 1938, il reçoit sa chance de jouer dans la LNH avec les Bruins de Boston. Lors de ses deux premières années, il joua également une partie de la saison à jouer avec les Bears de Hershey. Il joua avec Boston jusqu'en 1941, année ou il se joignit à leurs éternels rivaux, les Canadiens de Montréal. Cependant, il n'y resta pas longtemps, puisqu'en 1945, il retourna jouer à Boston. Durant la saison 1946-1947, Reardon ce fait battre pendant un combat prolongé et à sens unique contre le défenseur des Canadiens Émile Bouchard. À cause du combat, Clarence Campbell, président de la LNH, ajoute une nouvelle tâche aux arbitres : pour la première fois, ils ont la responsabilité d'arrêter les combats. La saison de ce combat fut également sa dernière dans la LNH. L'année suivante, il se joint aux Reds de Providence de la LAH où il joua le reste de sa carrière.

## Statistiques

### En club
| Saison     | Équipe                 | Ligue      |     | Saison régulière | Saison régulière | Saison régulière | Saison régulière | Saison régulière |   | Séries éliminatoires | Séries éliminatoires | Séries éliminatoires | Séries éliminatoires | Séries éliminatoires |
| Saison     | Équipe                 | Ligue      | PJ  | B                | A                | Pts              | Pun              | PJ               | B | A                    | Pts                  | Pun                  |                      |                      |
| 1937-38    | Wheat Kings de Brandon | LHJM       | -   | 29               | 16               | 45               | 20               | -                | - | -                    | -                    | -                    |                      |                      |
| 1938-39    | Bruins de Boston       | LNH        | 4   | 0                | 0                | 0                | 0                | -                | - | -                    | -                    | -                    |                      |                      |
| 1938-39    | Bears de Hershey       | LAH        | 50  | 7                | 20               | 27               | 36               | 5                | 1 | 0                    | 1                    | 2                    |                      |                      |
| 1939-40    | Bruins de Boston       | LNH        | 4   | 0                | 0                | 0                | 0                | 1                | 0 | 1                    | 1                    | 0                    |                      |                      |
| 1939-40    | Bears de Hershey       | LAH        | 55  | 13               | 24               | 37               | 26               | 4                | 4 | 0                    | 4                    | 2                    |                      |                      |
| 1940-41    | Hershey Bears          | LAH        | 19  | 3                | 8                | 11               | 10               | -                | - | -                    | -                    | -                    |                      |                      |
| 1940-41    | Bruins de Boston       | LNH        | 34  | 6                | 5                | 11               | 19               | 11               | 2 | 4                    | 6                    | 6                    |                      |                      |
| 1941-42    | Canadiens de Montréal  | LNH        | 33  | 17               | 17               | 34               | 24               | 3                | 2 | 2                    | 4                    | 2                    |                      |                      |
| 1942-43    | Canadiens de Montréal  | LNH        | 13  | 6                | 6                | 12               | 2                | -                | - | -                    | -                    | -                    |                      |                      |
| 1945-46    | Bruins de Boston       | LNH        | 45  | 12               | 11               | 23               | 21               | 10               | 4 | 0                    | 4                    | 2                    |                      |                      |
| 1946-47    | Bruins de Boston       | LNH        | 60  | 6                | 14               | 20               | 17               | 5                | 0 | 3                    | 3                    | 2                    |                      |                      |
| 1947-48    | Reds de Providence     | LAH        | 49  | 4                | 10               | 14               | 28               | 5                | 2 | 1                    | 3                    | 10                   |                      |                      |
| 1948-49    | Reds de Providence     | LAH        | 68  | 2                | 10               | 12               | 16               | 14               | 4 | 1                    | 5                    | 2                    |                      |                      |
| 1949-50    | Reds de Providence     | LAH        | 61  | 2                | 9                | 11               | 9                | 1                | 0 | 0                    | 0                    | 12                   |                      |                      |
| 1950-51    | Reds de Providence     | LAH        | 46  | 5                | 16               | 21               | 12               | -                | - | -                    | -                    | -                    |                      |                      |
| 1951-52    | Reds de Providence     | LAH        | 19  | 2                | 6                | 8                | 16               | 11               | 0 | 7                    | 7                    | 12                   |                      |                      |
| 1952-53    | Reds de Providence     | LAH        | 15  | 0                | 2                | 2                | 6                | -                | - | -                    | -                    | -                    |                      |                      |
| 1954-55    | Reds de Providence     | LAH        | 15  | 1                | 8                | 9                | 2                | -                | - | -                    | -                    | -                    |                      |                      |
| Totaux LNH | Totaux LNH             | Totaux LNH | 197 | 47               | 53               | 100              | 83               | 30               | 8 | 10                   | 18                   | 12                   |                      |                      |

## Entraineur
Dès son arrivée chez les Reds, Reardon devient à la fois joueur et entraineur-chef, poste qu'il garda jusqu'en 1953, il ne lui restait qu'une saison à sa carrière. En 1965, il redevint entraineur-chef, mais cette fois-ci, avec les Clippers de Baltimore, il resta à ce poste jusqu'en 1976, mais entre 1971 et 1976, il était coentraineur.

### En club
| Saison  | Équipe                | Ligue |    | PJ | V  | D  | N                        |  | Séries éliminatoires |
| 1947-48 | Reds de Providence    | LAH   | 68 | 41 | 23 | 4  | Perd au 1er tour         |  |                      |
| 1948-49 | Reds de Providence    | LAH   | 68 | 44 | 18 | 6  | Vainqueur du championnat |  |                      |
| 1949-50 | Reds de Providence    | LAH   | 70 | 34 | 33 | 3  | Perd au 2e tour          |  |                      |
| 1950-51 | Reds de Providence    | LAH   | 70 | 24 | 41 | 5  | Non qualifié             |  |                      |
| 1951-52 | Reds de Providence    | LAH   | 68 | 32 | 33 | 3  | S'incline en finale      |  |                      |
| 1952-53 | Reds de Providence    | LAH   | 64 | 27 | 36 | 1  | Non qualifié             |  |                      |
| 1965-66 | Clippers de Baltimore | LAH   |    |    |    |    |                          |  |                      |
| 1966-67 | Clippers de Baltimore | LAH   | 72 | 35 | 27 | 10 | Perd au 2e tour          |  |                      |
| 1967-68 | Clippers de Baltimore | LAH   | 72 | 28 | 34 | 10 | Non qualifié             |  |                      |
| 1970-71 | Clippers de Baltimore | LAH   | 72 | 40 | 23 | 9  | Perd au 1er tour         |  |                      |
| 1971-72 | Clippers de Baltimore | LAH   |    |    |    |    |                          |  |                      |
| 1972-73 | Clippers de Baltimore | LAH   |    |    |    |    |                          |  |                      |
| 1973-74 | Clippers de Baltimore | LAH   |    |    |    |    |                          |  |                      |
| 1974-75 | Clippers de Baltimore | LAH   |    |    |    |    |                          |  |                      |
| 1975-76 | Clippers de Baltimore | LAH   |    |    |    |    |                          |  |                      |